# Boirs
Boirs (nld. Beurs, wa. Bwêr) – dzielnica (section) gminy Bassenge w Belgii, w Regionie Walońskim, w prowincji Liège, w okręgu Liège. 1 stycznia 2020 roku liczyła 880 mieszkańców. Do 31 grudnia 1976 r. samodzielna gmina. Leży nad rzeką Jeker.

## Demografia
Liczba mieszkańców, stan na 1 stycznia:
| Rok                | 1930 | 1947 | 1961 | 2020 |
| ------------------ | ---- | ---- | ---- | ---- |
| Liczba mieszkańców | 929  | 803  | 800  | 880  |